# Квест-кімната

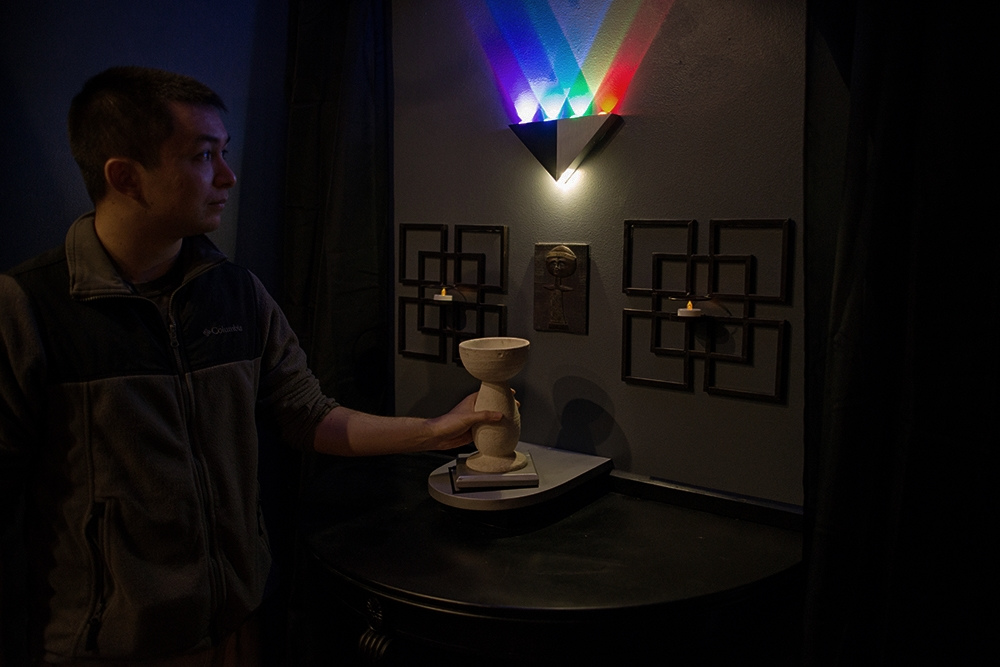
Гравець у квест-кімнаті вирішує головоломку

Квест-кімната — вид розваг, гра, де учасники повинні спільно виконати низку завдань у замкнутому просторі. Зазвичай команду з 2-5 людей зачиняють в квест-кімнаті і їй дається певний час на те, щоб розгадати всі загадки, котрі приведуть до ключа, щоб вийти з кімнати. Це можуть бути різного роду головоломки, кодові замки, загадки з підказками тощо. В такий спосіб також тренуються увага, вміння нестандартно використовувати навколишні предмети, співпраця, рішучість у екстремальних умовах. Такого роду розваги розвинулись на базі відеоігор жанру «втеча з кімнати».

## Принцип гри

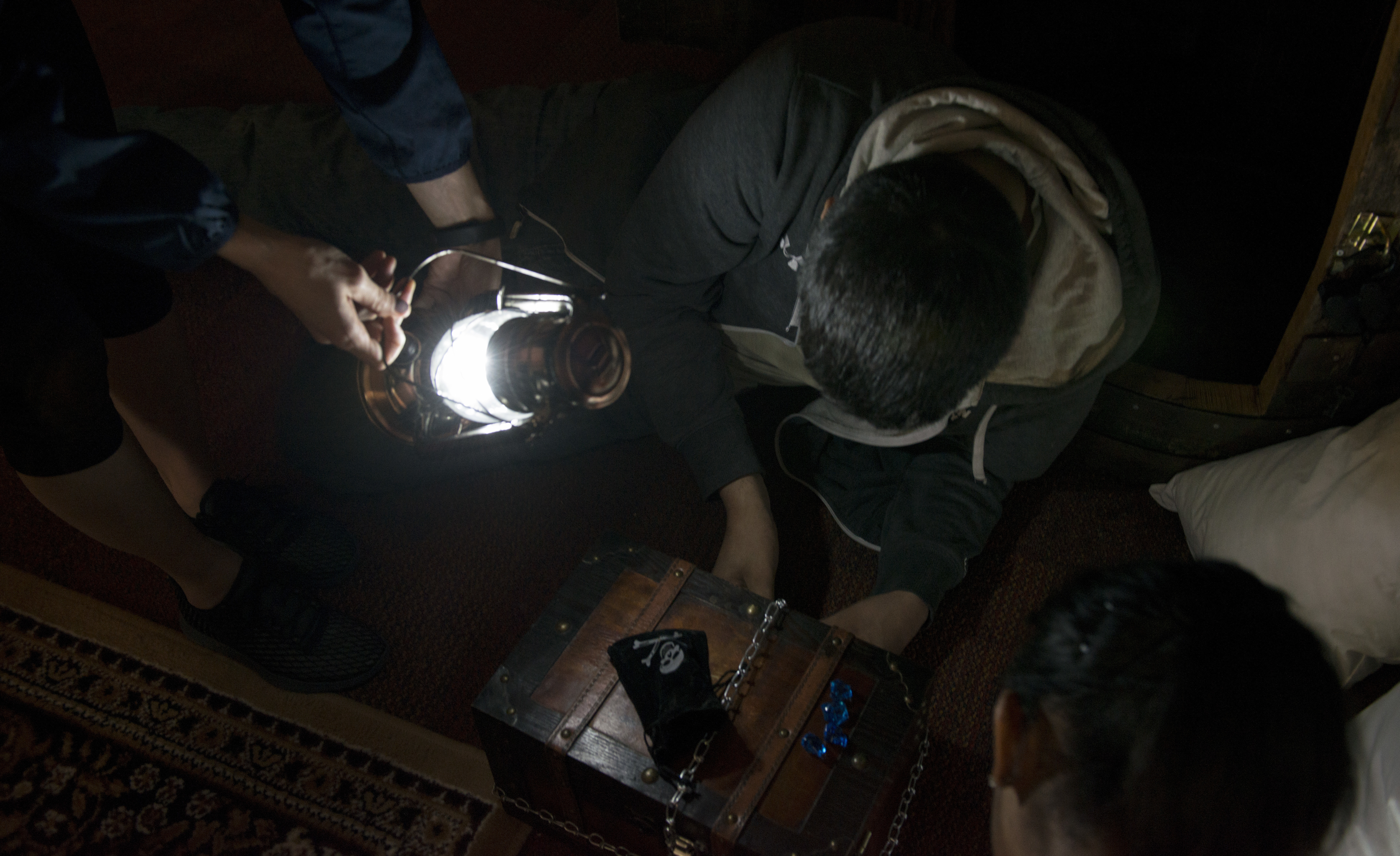
Гравці в квест-кімнаті на тему піратів

Учасник заходить в гостьову кімнату, де його зустрічає адміністратор/оператор квесту і знайомить з правилами та історією кімнати. Зазвичай учасник повинен залишити електронні пристрої в спеціальних камерах зберігання для того, щоб під час процесу гри не відволікались гаджетами, сповна зануритись у квестову реальність та покладатися на лише власні сили. У команді може бути від 2 до 5 людей, залежно від віку та складності кімнати. Переважно діти до 14 років можуть брати участь тільки якщо в команді є дорослі гравці. Учасників зачиняють в кімнаті обраної тематики: детектив, жахи тощо.
Кожна кімната має свій рівень складності. Є такі, де потрібно виконати багато простих дій, або ж навпаки кілька, що вимагають міркувань та ерудиції. На перший погляд це звичайна кімната, яка не містить жодних секретів, проте, якщо почати її уважно досліджувати, можна знайти приховані підказки та механізми, що послідовно ведуть до ключа від кімнати. Завдання можуть бути оформлені в тематиці кімнати, наприклад, як знешкодення бомби з таймером, пошук реліквії, магічний ритуал. Це можуть бути загадки на пошук, інтуїцію, уважність, логіку тощо.

## Історія
Перша квест-кімната «Origin» була створена в Кремнієвій Долині групою системних програмістів 2006 року. Всі загадки та головоломки в кімнаті були запозичені з робіт Агати Крісті. Швидко це місце набуло великої популярності серед туристів. Того ж року такі кімнати виникли в Гонконзі. Там вони були створені студентами, щоб якось урізноманітнити літні табори.
В Японії перші квест-кімнати створив 35-річний Такао Като, працівник компанії SCRAP.Co в kyoto 2008 року. Понад 200 000 людей зіграло в квест-кімнатах в Японії, Китаї, Індонезії, Тайвані, Сингапурі і Сполучених Штатах від цього моменту.
В Сингапурі квест-кімнати з'явились 2011 року. Першою компанією там була Volume1: Escape from the Mysterious Cathedral.
2013 року Enigma Production в Сент Луїсі, Штат Міссурі відкрила квест-кімнату під назвою Trapped: A St. Louis Room Escape. Учасники мали 60 хвилин на командну роботу для вирішення лінгвістичних, математичних та логічних пазлів для доступу до ключа від кімнати.
Станом на листопад 2019 року в усьому світі було понад 50 000 квест-кімнат. Вони так швидко набули поширення, оскільки початкові інвестиції становлять лише близько 7000 доларів США, тоді як група з 4-8 клієнтів платить близько 25-30 доларів США за одну годину гри, потенційно приносячи річний дохід в понад кілька сотень тисяч доларів. З розвитком галузі початкові витрати різко зросли, а також конкуренція. Деякі клієнти тепер очікують вищої продуктивності, і створення ігор може коштувати понад 50 000 доларів США. Ринок Великобританії за останні роки зростав на 93 %, 148 %, 409 % і 43 %.

## Квест-кімнати в Україні
В Україні квест-кімнати почали з'являтись з 2014 року. Першою такою кімнатою у Києві був квест «Сон художника» від компанії «Замкнені», який відкрився 17 травня 2014 року. Згодом почало з'являтись більше квест-кімнат та квест-компаній. На сьогоднішній день квест-кімнати в Україні доступні майже в усіх великих містах. Діють такі компанії як Kadroom, Замкнені, Під замком, Logikum, Secretorum Quest Rooms, Клаустрофобія(більше не діє), Enigma, Изоляция, Escape Game,  Keyhole, Escape quest та інші.